# Aurélien d'Arles
Pour les articles homonymes, voir Saint Aurélien.

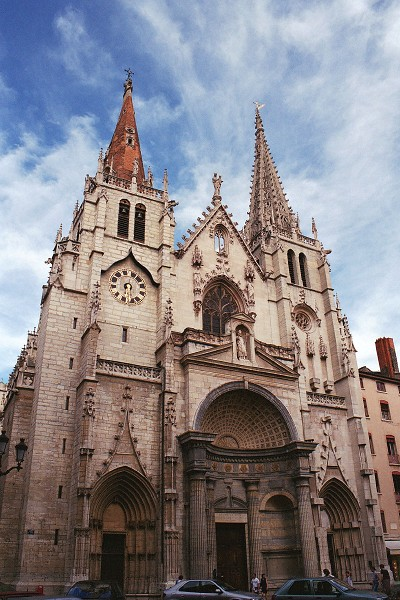
l'église Saint-Nizier à Lyon

Aurélien d'Arles (°523 - †16 juin 551 à Lyon) a été archevêque d'Arles du 23 août 546 à sa mort. Il a été enterré dans l'église Saint-Nizier à Lyon. C'est un saint chrétien fêté le 16 juin.

## Biographie

### Origines et premières années
Aurélien est né 523 ou selon l'historien bénédictin François Clément, en 499. Il est issu d'une famille aristocratique burgonde,
proche du pouvoir, qui joue un rôle important auprès des rois francs. Aurélien présente la particularité d'être le fils de Sacerdos, qui deviendra archevêque de Lyon (542-552) et le cousin germain de saint Nizier, le successeur de Sacerdos à l'évêché de Lyon.

### L'archevêque d'Arles
Aurélien succède à Auxane sur le siège d’Arles le 23 août 546. Sa nomination à l'âge de 23 ans, au plus important siège épiscopal de la Gaule est autant due à ses qualités spirituelles et religieuses qu'à la confiance de Childebert Ier qui souhaite garder un point d'appui fiable sur la Méditerranée.
Il n'est en tout cas pas étonnant que le nouvel évêque ait reçu, très peu de temps après sa consécration, le pallium et le vicariat des Gaules, manifestement selon la volonté du roi mérovingien.  En effet, dès 548, le pape Vigile (537 à 555) le nomme vicaire du Saint-Siège et lui accorde le pallium.
La même année (d'autres sources indiquent 547), Aurélien fonde à Arles un monastère pour hommes sur ordre du roi Childebert. Ce monastère intra-muros, dénommé des Saints-Apôtres, est à l’origine de l’église Sainte-Croix dans le Bourg-Vieux. Son premier abbé s'appelle Florentinus († 553). Aurélien enrichit l’église de ce monastère de reliques fort précieuses et donne aux religieux une règle pleine de l’esprit de sagesse et de mortification. Il fonde également à cette date à l’intérieur des remparts de la ville en un lieu malheureusement inconnu que l'abbé Laurent Bonnemant situe toutefois à l'emplacement de l'ancien pont de la Galère au bord du Rhône, un monastère de religieuses doté des mêmes règles monastiques d'inspiration bénédictine, qu’il place sous la protection de la sainte Vierge.
Il assiste au cinquième concile d’Orléans le 28 octobre 549, et nous savons par Grégoire de Tours que, cette même année, Arles est frappée par la  peste de Justinien. À ce concile, les actes sont signés d'abord par l'évêque de Lyon, Sacerdos, le père d'Aurélien, puis par ce dernier immédiatement après.
Peu de temps après en 550, dans l’affaire dite des « Trois Chapitres », il envoie Anastase, un clerc de son église, à Constantinople rencontrer le pape Vigile pour s’assurer de la véracité de propos rapportés concernant les volontés du pape. Le pape lui répond par une lettre du 29 avril 550 qu’il remet à son envoyé.
En 551, Aurélien aurait été appelé auprès de Childebert et c'est en chemin, malade, qu'il meurt à Lyon. Une inscription découverte en 1308 sur son tombeau dans l’église Saint-Nizier (église des Saints-Apôtres à l'époque et lieu de sépulture des évêques) indique qu’Aurélien meurt dans cette ville le vendredi 16 juin 551.

## Dans la culture populaire

### Dictons
- Pluie de Saint-Aurélien, belle avoine et mauvais foin[5].

### Liens
- Notices dans des dictionnaires ou encyclopédies généralistes :   - Deutsche Biographie
  - Enciclopedia De Agostini
- Notices d'autorité :   - VIAF
  - ISNI
  - BnF (données)
  - IdRef
  - GND
  - Italie
  - Tchéquie